# Władimir Obolenski
Władimir Andriejewicz Obolenski, ros. Владимир Андреевич Оболенский (ur. w 1869 w Sankt Petersburgu, zm. w 1950 lub 1951 r. w Bussy-en-Othe) – rosyjski działacz państwowy i polityczno-społeczny, publicysta, emigracyjny działacz i pisarz, współorganizator Rosyjskiej Narodowej Armii Ludowej podczas II wojny światowej.
Pochodził z książęcego rodu. W 1887 r. ukończył gimnazjum Guriewicza w Sankt Petersburgu, zaś 1891 r. wydział fizyczno-matematyczny uniwersytetu petersburskiego. Podczas studiów działał w liberalnym ruchu studenckim. Następnie rozpoczął studia prawnicze na uniwersytecie w Berlinie, ale w 1893 r. przerwał je po otrzymaniu pracy w oddziale ekonomii rolnictwa i statystyki w ministerstwie rolnictwa i dóbr państwowych. Od 1896 r. był statystykiem ziemskim w guberni pskowskiej. Następnie objął kierownictwa biura statystycznego w orłowskim gubernatorskim urzędzie ziemskim. W 1903 r. został wybrany deputowanym do jałtańskiego ziemstwa ujezdnego i do krymskiego gubernatorskiego zebrania ziemskiego. Jednocześnie wydawał gazetę „Żyzń Kryma”. W 1904 r. wstąpił do Związku Wyzwolenia, z powodu czego przestał być deputowanym do krymskiego gubernatorskiego zebrania ziemskiego. Od 1905 r. działał w Partii Konstytucyjno-Demokratycznej (tzw. kadeci). W 1906 r. wybrano go posłem do I Dumy Państwowej. W połowie lipca tego roku podpisał tzw. Apel Wyborski, w wyniku czego skazano go na karę 3 miesięcy więzienia. W 1910 r. został członkiem Komitetu Centralnego Partii Kadetów. Na przełomie 1910/1911 r. wstąpił do masonerii. Od 1913 r. był członkiem Rady Najwyższej Rosyjskiej Masonerii. Od 1914 r. kierował oddziałem sanitarnym Wszechrosyjskiego Związku Miast. Od 1915 r. pracował w Głównym Komitecie do Spraw Zaopatrzenia Armii Rosyjskiej. W latach 1916–1917 stał na czele oddziału piotrogrodzkiego Wszechrosyjskiego Związku Miast. Po rewolucji lutowej, do której miał neutralny stosunek, zaczął optować za konstytucyjną monarchią. W kwietniu tego roku został przewodniczącym krymskiego gubernatorskiego urzędu ziemskiego. Od sierpnia redagował organ prasowy kadetów „Swobodnyj Narod”. Do rewolucji bolszewickiej odniósł się wrogo. Wybrano go z ramienia kadetów członkiem Komitetu Ochrony Ojczyzny i Rewolucji. Aktywnie występował przeciwko bolszewikom. Nawiązał kontakty z Partią Socjalistów-Rewolucjonistów (tzw. eserami). Został przewodniczącym urzędu ziemskiego guberni krymskiej przy dowództwie gen. Antona I. Denikina. W połowie listopada 1920 r. wraz z wojskami Białych został ewakuowany z Krymu do Gallipoli. Na emigracji zamieszkał w Paryżu. Działał w Rosyjskim Komitecie Ziemsko-Miejskim Pomocy Rosyjskim Obywatelom za Granicą. Był autorem artykułów w emigracyjnej prasie rosyjskiej i prasie francuskiej. W 1931 r. napisał książkę pt. Oczerki minuwszego. Po ataku wojsk niemieckich na ZSRR 22 czerwca 1941 r., podjął współpracę z Niemcami. W 1942 r. uczestniczył w formowaniu Rosyjskiej Narodowej Armii Ludowej (RNNA). Po usunięciu emigrantów z RNNA przez Niemców na jesieni 1942 r., powrócił do okupowanego Paryża. W 1988 r. zostały opublikowane jego wspomnienia pt. Moja żyzń. Moi sowriemienniki.